# Schader-Preis
Der Schader-Preis ist eine Auszeichnung für Gesellschaftswissenschaftler in Deutschland, die seit 1993 verliehen wird.
Mit dem Schader-Preis zeichnet die Darmstädter Schader-Stiftung Gesellschaftswissenschaftler aus, die aufgrund ihrer wissenschaftlichen Arbeit und durch ihr Engagement mit der Praxis einen Beitrag zur Lösung aktueller gesellschaftlicher Probleme geleistet haben.
Der Preis in Höhe von 15.000 Euro wird jährlich verliehen. Preisjury ist der Senat der Stiftung, der sich aus den letzten Preisträgern bildet.
Stifter und Namensgeber ist Alois M. Schader.

## Preisträger
- 1993: drei Preisträger zum Thema Städtebau und Wohnungswesen, darunter Erika Spiegel
- 1994: fünf Preisträger zum Thema Alter, darunter Leopold Rosenmayr
- 1995: sechs Preisträger zum Thema Migration, darunter Karl-Heinz Meier-Braun
- 1996: sechs Preisträger zum Thema Verkehr, darunter Werner Brög
- 1997: fünf Preisträger zum Thema Arbeit und Arbeitslosigkeit, darunter Burkart Lutz
- 1998: kein Preis verliehen
- 1999: Renate Mayntz
- 2000: Meinhard Miegel
- 2001: Peter Graf Kielmansegg
- 2002: Fritz W. Scharpf
- 2003: Hartmut Häußermann und Walter Siebel
- 2004: Bernd Raffelhüschen
- 2005: Ulrich Beck
- 2006: Gesine Schwan
- 2007: Franz-Xaver Kaufmann
- 2008: Klaus von Beyme
- 2009: Ralf Dahrendorf
- 2010: Wolf Lepenies
- 2011: Jan Philipp Reemtsma
- 2012: Paul Kirchhof
- 2013: Jutta Allmendinger
- 2014: Stephan Leibfried
- 2015: Angelika Nußberger
- 2016: Christine Landfried
- 2017: Nicole Deitelhoff
- 2018: Otfried Jarren
- 2019: Christoph Möllers
- 2020: Dorothea Kübler
- 2021: Armin Nassehi
- 2022: Lisa Herzog
- 2023: Steffen Mau
- 2024: Silja Häusermann
- 2025: Martina Löw